# Czemierniki
Czemierniki é um município no leste da Polônia. Pertence à voivodia de Lublin, no condado de Radzyń. É a sede da comuna urbano-rural de Czemierniki. Situa-se no Planalto de Lubartowska. Duas sołectwa: Czemierniki I e Czemierniki II foram fundadas na área de Czemierniki.
Estende-se por uma área de 4,6 km², com 1307 habitantes, segundo o censo de 31 de dezembro de 2021, com uma densidade populacional de 284,1  hab./km².
Uma cidade nobre privada fundada em 1509, localizada na segunda metade do século XVI no condado de Lublin, na voivodia de Lublin. Foi privada de seus direitos municipais em 13 de janeiro de 1870 e incorporada à comuna de Czemierniki, no condado de Lubartów. Nos anos de 1867 a 1954, foi a sede da comuna rural de Czemierniki, de 1954 a 1972 da gromada de Czemierniki (desde 1956 no condado de Radzyń) e, desde 1973, do município reativado de Czemierniki. Entre 1975 e 1998, ela pertencia administrativamente à voivodia de Biała Podlaska. Em 1 de janeiro de 2024, recuperou a classificação de cidade.

## Toponímia
O termo “fabricantes de heléboro” era usado para se referir às pessoas que fabricavam veneno a partir da planta heléboro (também conhecida como “ciemierzyca”, “czemierzyca”, “ciemiorka”, “czemiorka”), que era abundante nessa área no passado, e o nome da cidade foi adotado a partir dessa profissão.

## Divisão administrativa
| Nome     | Tipo            |
| -------- | --------------- |
| Brzeziny | colônia         |
| Skruda   | parte da cidade |

## História

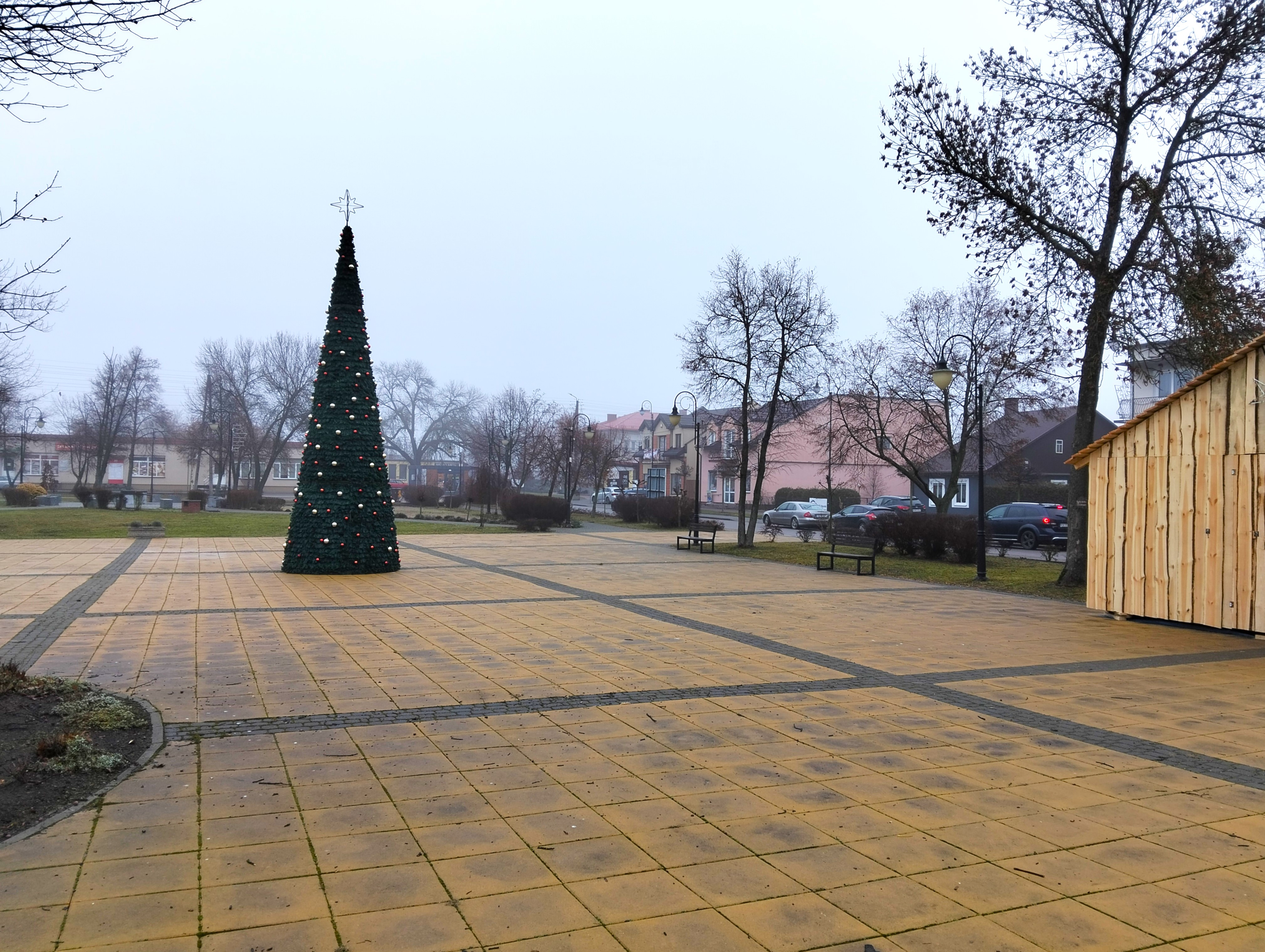
Praça principal

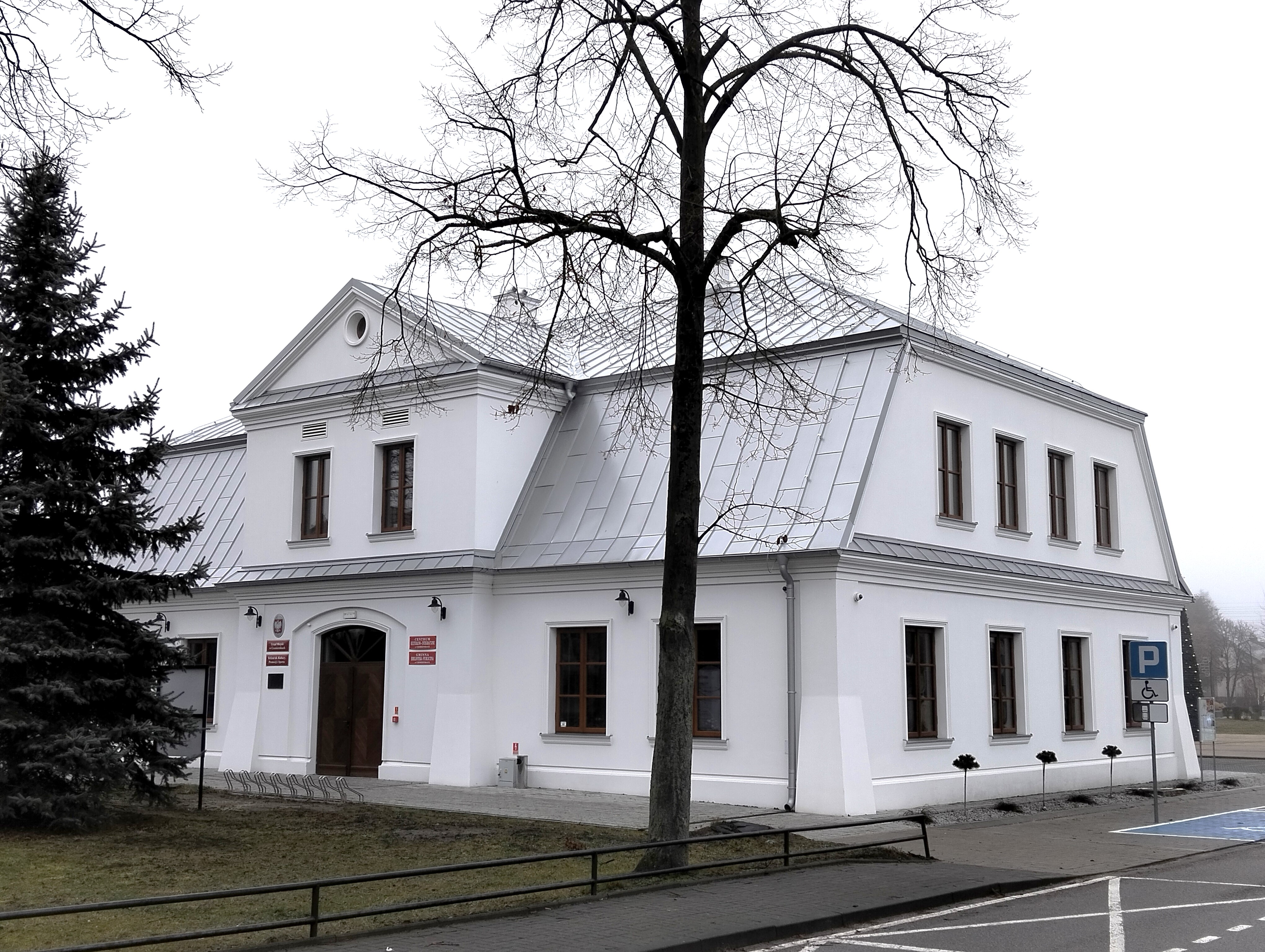
Prefeitura

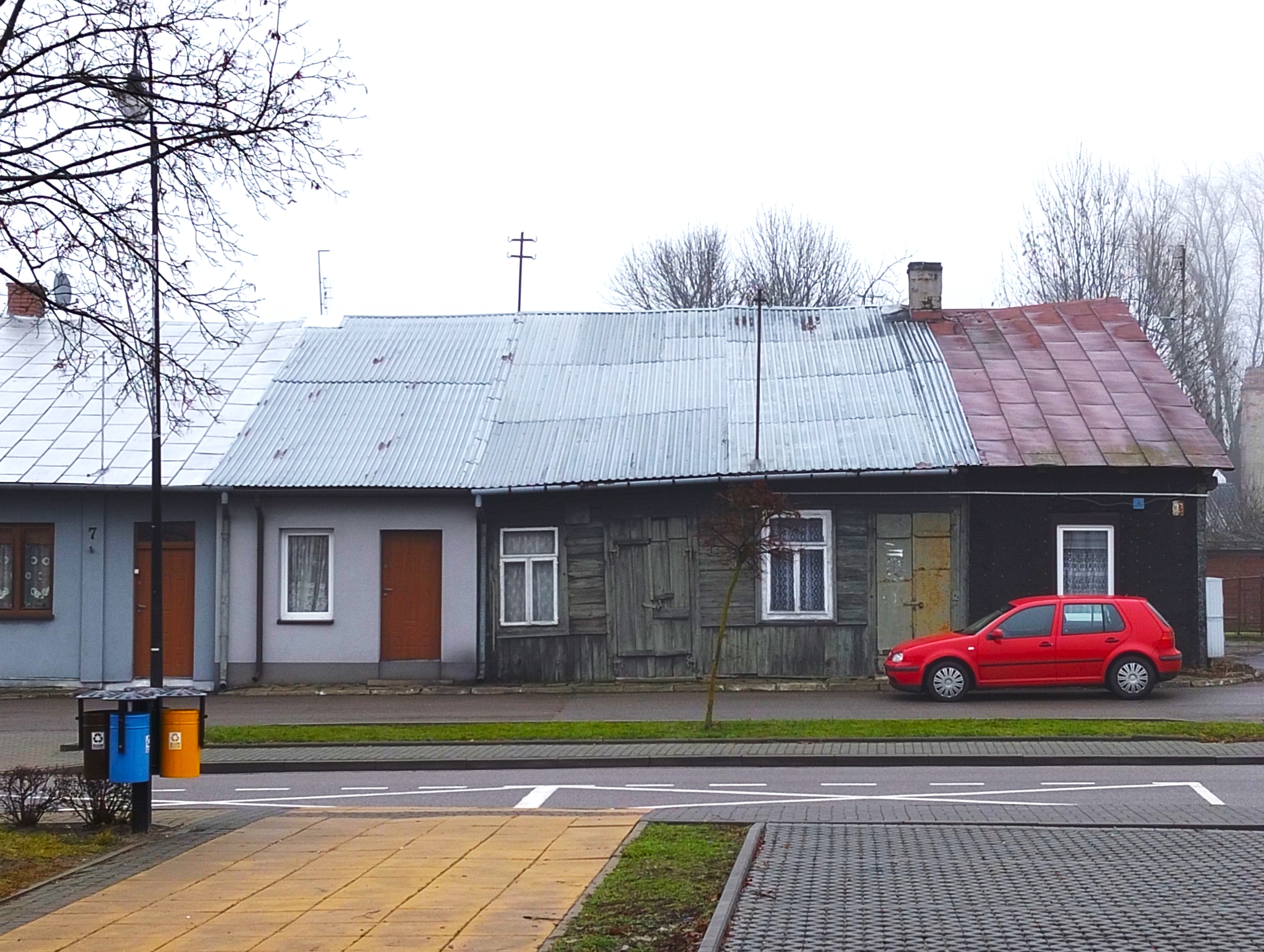
Edifícios de madeira na praça principal

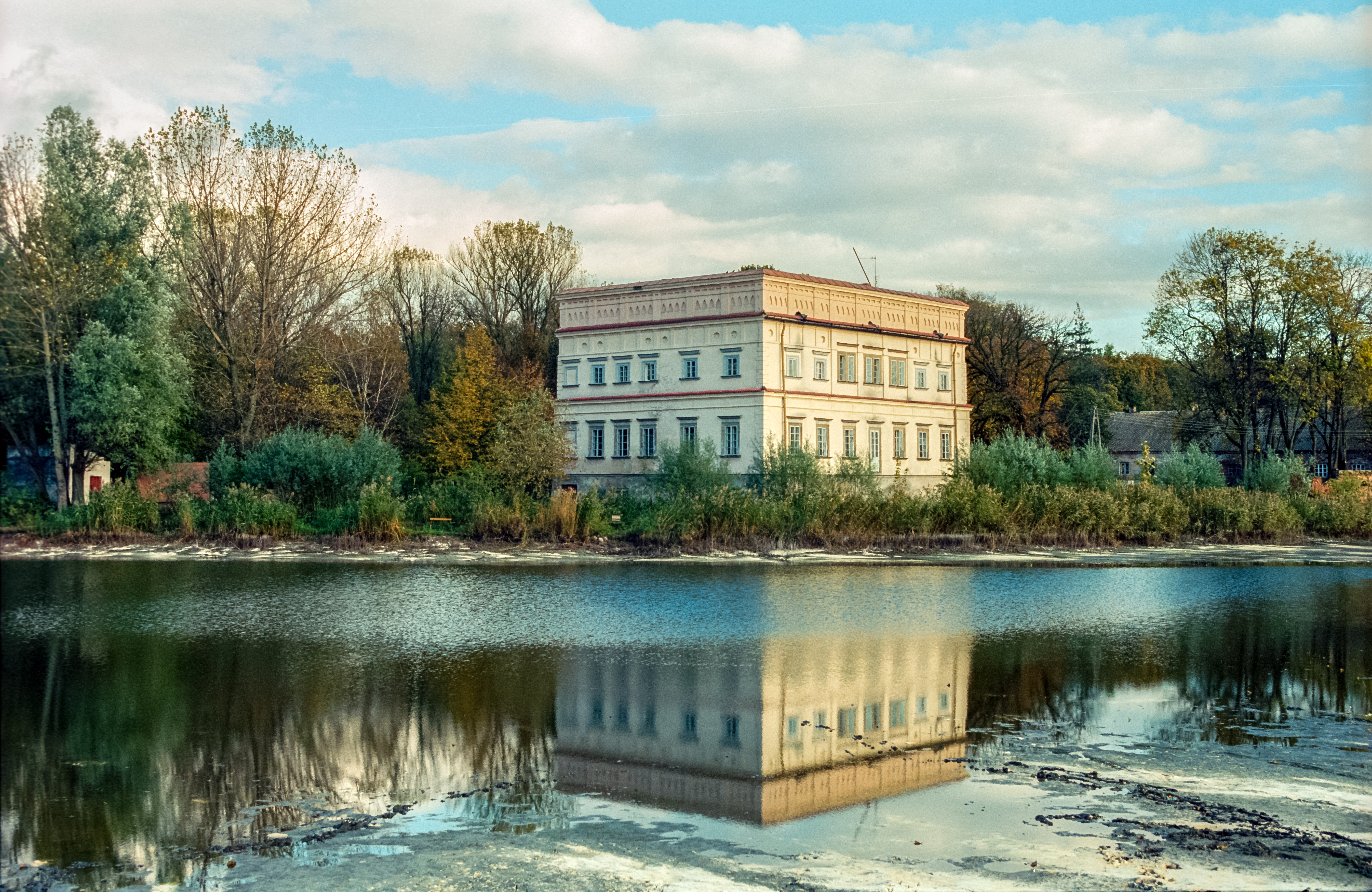
Palácio de Czemierniki

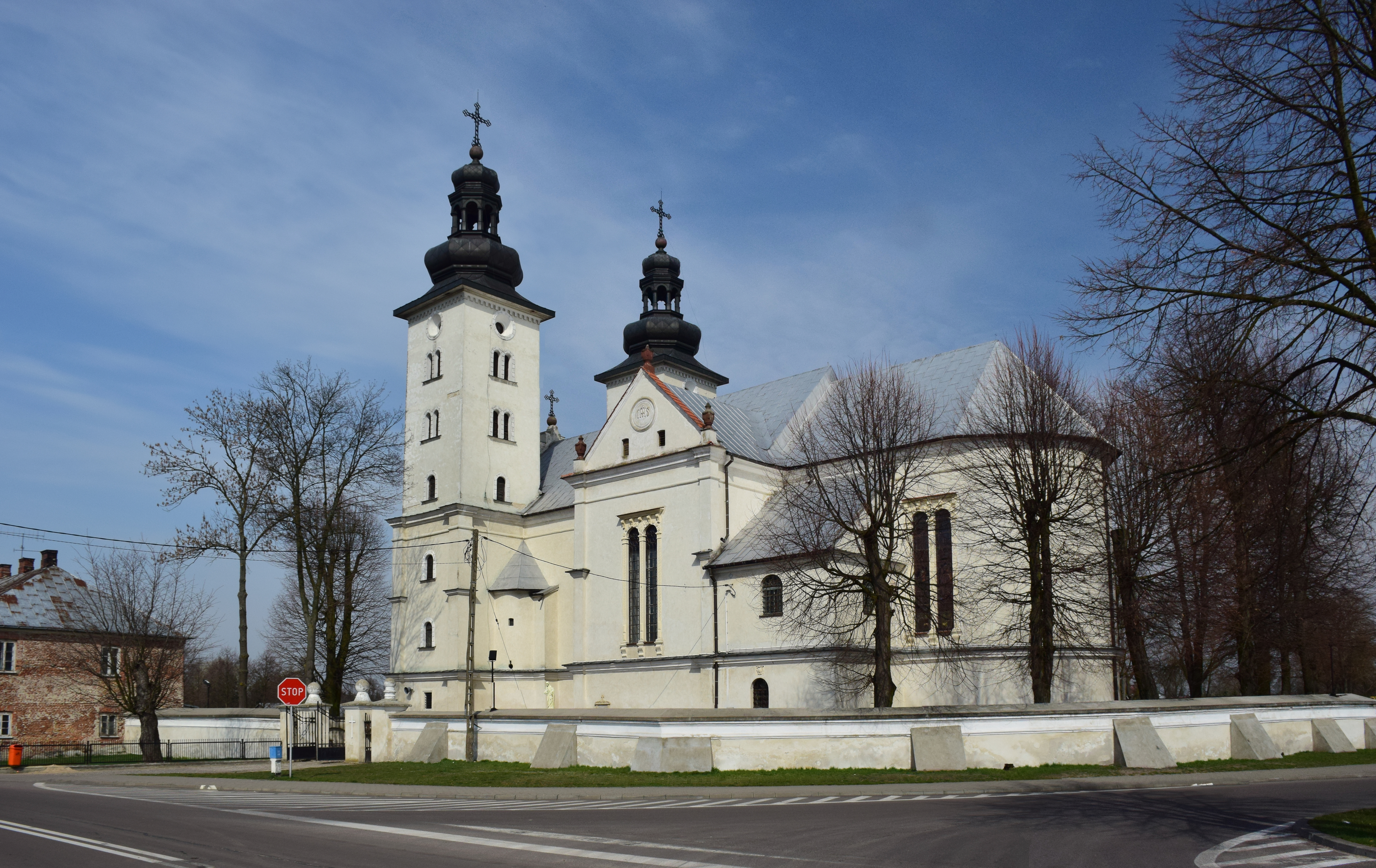
Igreja paroquial em Czemierniki

Os primeiros vestígios de assentamento foram encontrados no vilarejo de Niewęgłosz. Há um assentamento lá que remonta aos séculos X e XI.
O vilarejo de Czemierniki foi fundado entre os anos de 1253 e 1325. Entre 1325 e 1327, a igreja católica romana de Santo Estanislau foi mencionada nos Atos da Câmara Apostólica. Uma paróquia também foi fundada na arquidiocese de Lublin, na região de Sandomierz. Naquela época, a vila estava em posse da família de cavaleiros Dembiński do brasão de armas Rawicz.
O período de ouro de Czemierniki ocorreu no século XVI, depois que a vila se tornou propriedade da família Firlej em 1509. Mikołaj Firlej, de Dąbrowica, por seus méritos na guerra de Smolensk, recebeu do rei Sigismundo I, o Velho, um privilégio que transferia Czemierniki para a lei de Magdeburgo. A aparência da cidade mudou nessa época, ela recebeu uma praça de mercado alongada, um governo municipal e um brasão de armas. Czemierniki se torna um importante centro de comércio e serviços. Provavelmente foi também durante esse período que foi construída uma casa senhorial de tijolos, ampliada entre 1615 e 1622.
Entre outubro de 1625 e janeiro de 1626, o rei Sigismundo III Vasa, com sua família e a corte, refugiou-se na residência de Henryk Firlej, que temia a peste que então grassava na Cracóvia.
Em 1655, a cidade foi destruída pelos suecos. Na segunda metade do século XVII, ela passou para as mãos de João III Sobieski e, depois, para as mãos de seu filho Jaime Luís Sobieski. Em 1703, ele permitiu que os judeus se estabelecessem em Czemierniki e designou um cemitério separado para eles.
Em 1719, a cidade passou para as mãos de Stefan Humiecki, voivoda da Podólia. Stanisław Małachowski tornou-se o próximo proprietário de Czemierniki. Em 1809, a cidade tornou-se propriedade de Ursula, filha de Konstancja e Dominik Radziwiłł.
O general Wincenty Krasiński tornou-se o próximo proprietário de Czemierniki, embora o proprietário formal fosse seu filho Zygmunt Krasiński. A propriedade era administrada por Józef Kotarbiński. Uma reforma do palácio foi realizada naquela época, como informa a inscrição na placa comemorativa na elevação leste.
O período de desenvolvimento de Czemierniki ocorre durante o reinado de Henryk Firlej. Esse arcebispo de Gniezno e, mais tarde, Primaz da Polônia, que tinha grande influência na Comunidade Polonesa-Lituana na época, liquidou a igreja calvinista e estabeleceu uma missão jesuíta. Ele também trouxe arquitetos para construir sua residência aqui.
Entre 1603 e 1612, foi construída uma igreja de tijolos dedicada a Santo Estanislau, o Bispo, bem como uma mansão em estilo renascentista tardio italiano e um complexo de fortificação de bastiões. Trazendo jardineiros de Flandres, Henryk Firlej construiu jardins que, na época, eram considerados entre os mais belos da Polônia. A cidade também recebeu um novo brasão de armas, que permanece inalterado até hoje.
Durante a Revolta de Janeiro, ocorreram batalhas entre o coronel Adam Zieliński e as tropas russas na área de Czemierniki. Em 13 de janeiro de 1870, Czemierniki foi privada de seus direitos municipais. Na segunda metade do século XIX, a vila pertencia a Edward Raczyński. Na década de 1890, foi herdada por Karol Roger Raczyński até 1944, sendo ele o último proprietário da propriedade Czemierniki.
Em 1918, após a restauração da independência, Czemierniki tornou-se a sede da comuna. Toda a área da comuna (11 sołectwo e 22 vilarejos) era habitada por cerca de 7 400 pessoas.
Após a eclosão da guerra em 1939, unidades militares de cavalaria do general Zygmunt Podhorski, que faziam parte do Grupo Operacional Independente “Polesie” do general Franciszek Kleeberg, passaram pela área circundante. De 7 a 13 de setembro de 1939, a esposa do marechal Edward Rydz-Śmigły ficou hospedada em um alojamento de guarda-florestal nas proximidades. As unidades partidárias foram organizadas muito rapidamente na área de Czemierniki e, já em 1940, foram formadas unidades do Exército Nacional e dos Batalhões de Camponeses. Ao mesmo tempo, os alemães criaram um gueto para a população judaica e cometeram uma série de assassinatos contra as populações polonesa e judaica. Entre outras coisas, 36 judeus foram fuzilados em 1942 e em 1943, trinta e cinco poloneses e judeus suspeitos de auxiliar os guerrilheiros.
Em julho de 1944, Czemierniki foi capturada pelas tropas soviéticas. Em agosto de 1944, o Ponto de Evacuação de Campo n.º 3 (PPE n.º 3) começou a funcionar, tendo como comandante o major Leon Gecow. Dentro do PPE n.º 3 havia uma comissão médica militar e, como parte dessa atividade e com base em uma ordem do comandante do Segundo Exército Polonês, foi formada uma base hospitalar, incluindo a criação do Hospital Cirúrgico de Campo Móvel n.º 12 em 9 de dezembro de 1944. Dentro do PPE n.º 3, que cobria a região Czemierniki — Kock — Siedlce, havia um depósito sanitário para as necessidades dos hospitais pertencentes à base hospitalar do Segundo Exército Polonês.
Segundo dados de 2002, há aproximadamente 5 000 habitantes nos vilarejos do município. A agricultura é a principal atividade econômica. A vila também funciona como um centro local de serviços e suprimentos. Na área de Czemierniki há instituições administrativas (prefeitura, correios, banco cooperativo), educacionais (escola primária, biblioteca pública) e de saúde (centro de saúde, dentista, farmácias).
Por decisão do arcebispo metropolita de Lublin, Józef Życiński, de 21 de junho de 2008, foi criada a forania de Czemierniki. O padre Jozef Stanislaw Chorębała, pároco da igreja de São Estanislau, tornou-se decano.

## Monumentos históricos

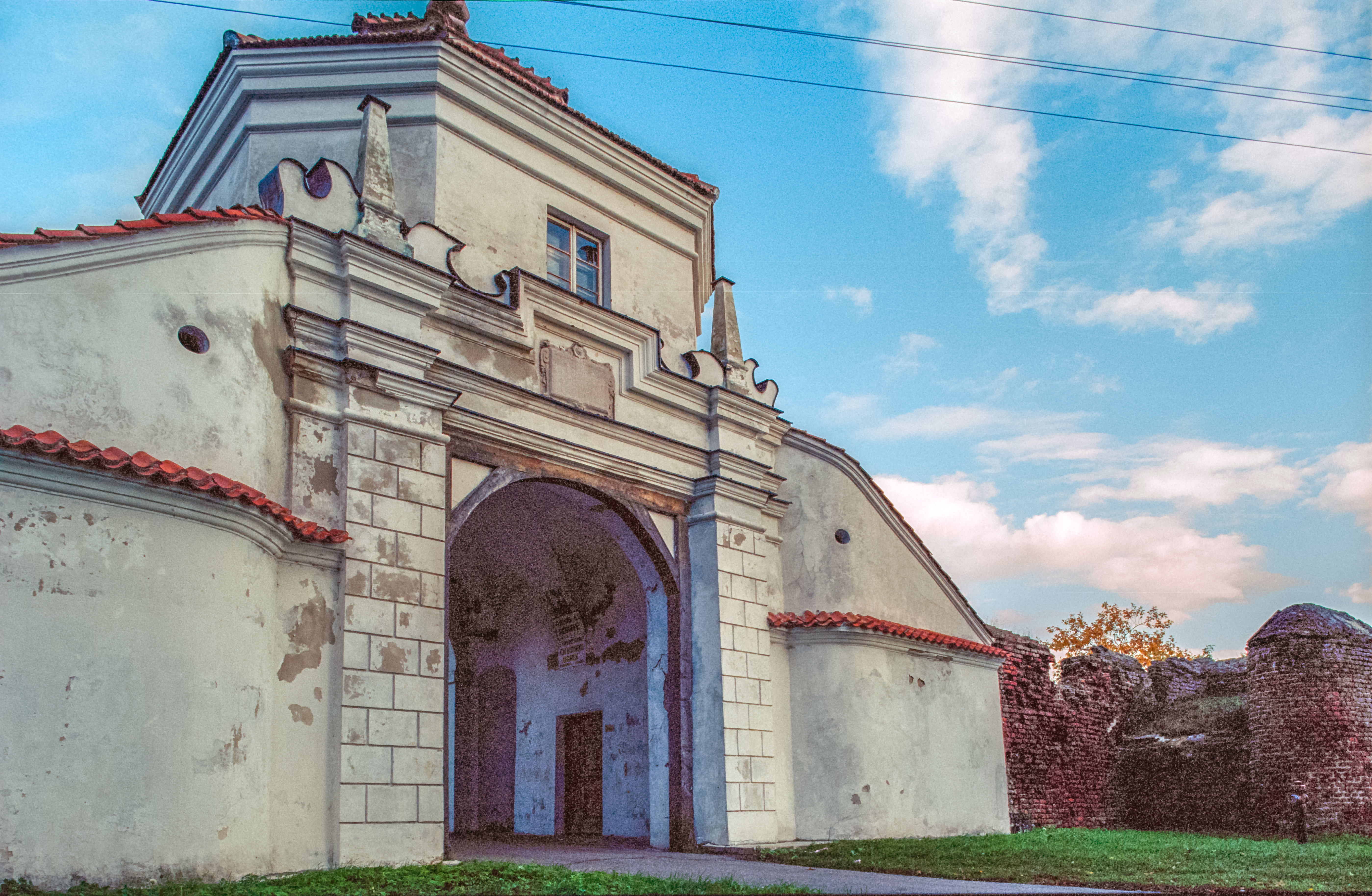
Portão do palácio em Czemierniki

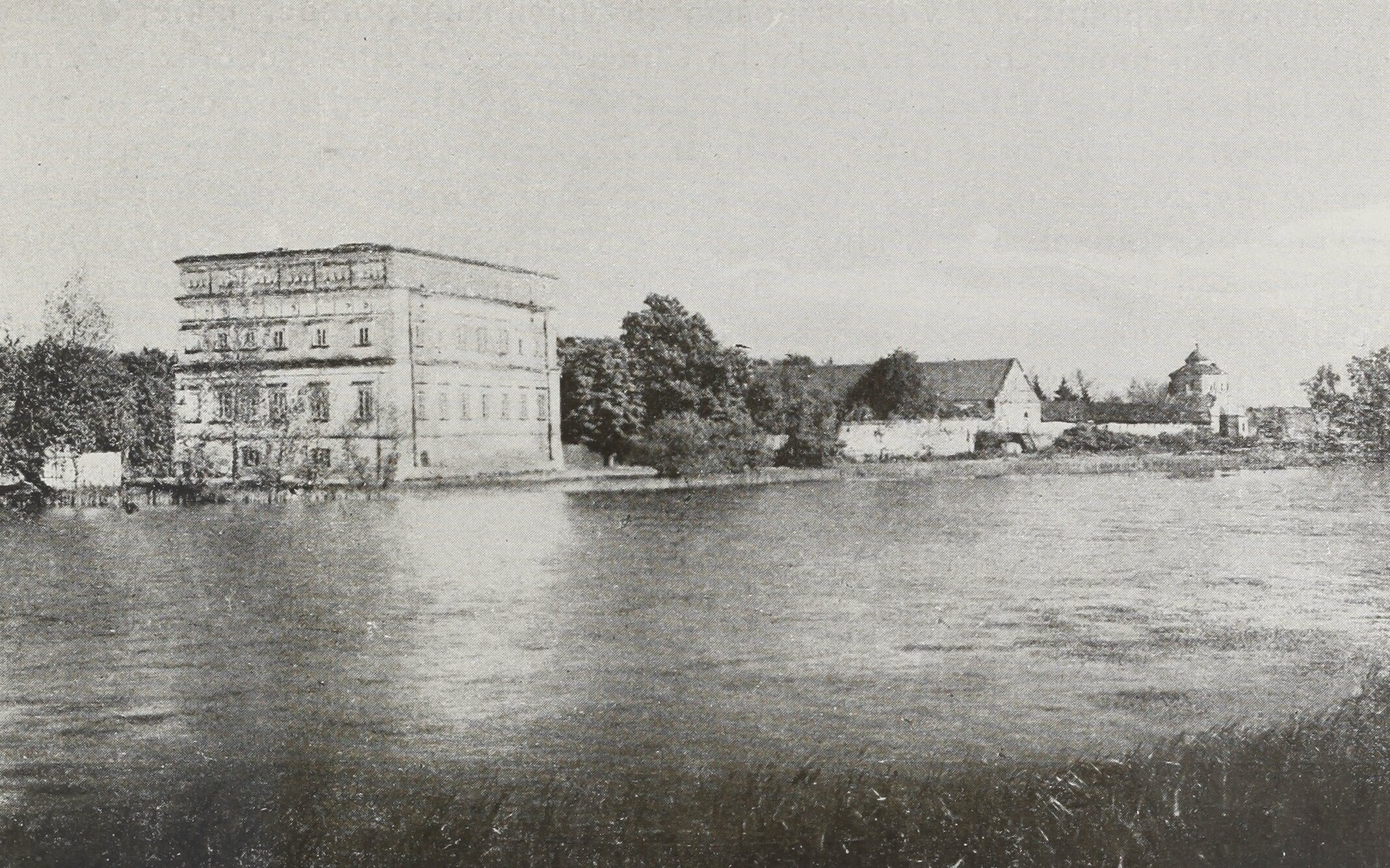
Palácio antes de 1930

- Castelo Czemierniki, composto por um palácio, portão, arsenal e fortificações de bastião da primeira metade do século XVII[19]
- Igreja paroquial de Santo Estanislau, o Bispo, em estilo renascentista-maneirista, de 1603 a 1617[20]
- Capela de São Luís
- Casa paroquial “mansjonaria” da primeira metade do século XVII
- Cemitério judeu
- Traçado urbano dos séculos XVI e XVIII
- Capela de Nossa Senhora com muro
- Cemitério da igreja

## Educação
- Escola primária T. Kosciuszko[21]

## Esporte
Czemierniki é a sede do LKS Orzeł Czemierniki, um clube de futebol amador fundado em 1975. Na temporada 2023/2024, a equipe sênior joga na classe distrital no grupo Biała Podlaska. O Orzeł joga suas partidas em um estádio com capacidade para 100 espectadores.

## Turismo
- Trilha da Renascença de Lublin − trilha de caminhada, aproximadamente 250 km.[23]